# القوات الجوية الغانية
القوات الجوية الغانية (بالإنجليزية: Ghana Air Force) هي إحدى القوات الرئيسية للقوات المسلحة الغانية، والفرع العسكري التنظيمي للحرب الجوية في القوات المسلحة الغانية، وتخضع لإدارة وزارة الدفاع الغانية.

## التاريخ
تأسست القوات الجوية الغانية في 24 يوليو 1959 كمدرسة لتدريب الطيران بقيادة مدربين وفنيين إسرائيليين، تأسست المدرسة كمهد خدمة لتكمل القوات البرية والبحرية. في وقت لاحق من ذلك العام تم إنشاء مقر في أكرا تحت قيادة العميد الطيار الهندي جاسوانت سينجور الذي تم تعيينه كأول رئيس أركان للقوات الجوية.
في عام 1960 تولى أفراد سلاح الجو الملكي البريطاني مهمة تدريب القوات الجوية الغانية المنشأة حديثًا، وفي عام 1961 انضمت إليهم مجموعة صغيرة من أفراد سلاح الجو الملكي الكندي.
في سبتمبر 1961 وكجزء من برنامج الرئيس الغاني الأول كوامي نكروما، تم تعيين جون إبنيزر صموئيل دي جرافت-هايفورد رئيسا لأركان حرب القوات الجوية كأول رئيس أركان حرب من غانا وولد في المملكة المتحدة.
كانت القوات الجوية الغانية في البداية مجهزة بسرب من طائرات السنجاب التدريبية، وأسراب طائرات القنادس، ثعالب الماء والكاريبو. بالإضافة إلى ذلك تم شراء طائرة دي إتش 125 كطائرة رئاسية، وتم شراء مروحيات هيوز لرش البعوض. كما تم شراء طائرات هليكوبتر من طراز ويستلاند وايرل ويند البريطاني وسرب من طائرات الهجوم الأرضي التدريبية إم بي-326 الإيطالية الصنع.

الشعار الدائري للقوات الجوية الغانية

## منظمة
يقع المقر الرسمي للقوات الجوية ومطار النقل الرئيسي في أكرا، بالقرب من مطار كوتوكا الدولي. تشمل قواعد القوات الجوية مناطق:
- محطة تامالي الجوية.
- محطة سيكوندي تاكورادي الجوية.

بدأت محطة سيكوندي تاكورادي كقاعدة لسلاح الجو الملكي تاكورادي، ثم أصبحت محطة غانا الجوية، سيكوندي تاكورادي، في 1 مارس 1961. كانت طائرة السنجاب التدريبية هي أول طائرة تستخدم في المحطة مع جميع محطات القوات الجوية.
- أكرا.

ظهرت محطة أكرا الجوية بعد وقت قصير من تسلم سلاح الجو الملكي الإدارة من ضباط القوات الجوية الهندية والإسرائيلية في بداية عام 1961. تم إيواء المحطة في حظيرة رقم 3 في مطار أكرا (مطار كوتوكا الدولي).
كان للوحدة أربع وحدات فرعية رئيسية، وهم: الجناح الإداري، الجناح الطائر، الجناح الفني وجناح المعدات.كما تقع مدرسة التدريب الفني أيضًا في هذه المحطة.
انتقلت المحطة من حظيرة رقم 3 إلى موقعها الحالي في معسكر بورما قرب نهاية عام 1965.

## مهمة
دور القوات الجوية الغانية كما هو محدد في سياسة الدفاع الوطني، هو توفير «النقل الجوي والدعم الجوي الهجومي للقوات المسلحة الغانية وحماية المجال الجوي الإقليمي لغانا».
تنص سياسة الدفاع الوطني أيضا على مهام محددة معينة، والتي من المتوقع أن تؤديها القوات الجوية الغانية. هذه المهام هي كما يلي:
- الحفاظ على قدرة الهجوم الأرضي المقاتل وتوفير الدعم الجوي القريب أثناء العمليات.
- توفير دعم النقل للقوات المسلحة الغانية.
- توفير مراقبة المجال الجوي لغانا خاصة على المنطقة الاقتصادية الخالصة.
- توفير القدرة على الاتصال واستطلاع الرحلات.
- توفيرخدمة النقل الجوي لكبار الشخصيات.
- توفير دعم النقل للمدنيين حسب توجيهات الحكومة.
- تقديم خدمات الإخلاء الطبي والمساعدة في الإنقاذ الجوي.

كما أن القوات الجوية الغانية مسؤولة عن تنسيق وتوجيه البحث والإنقاذ داخل منطقة أكرا لمعلومات الطيران.

## الطائرات

### المخزون الحالي

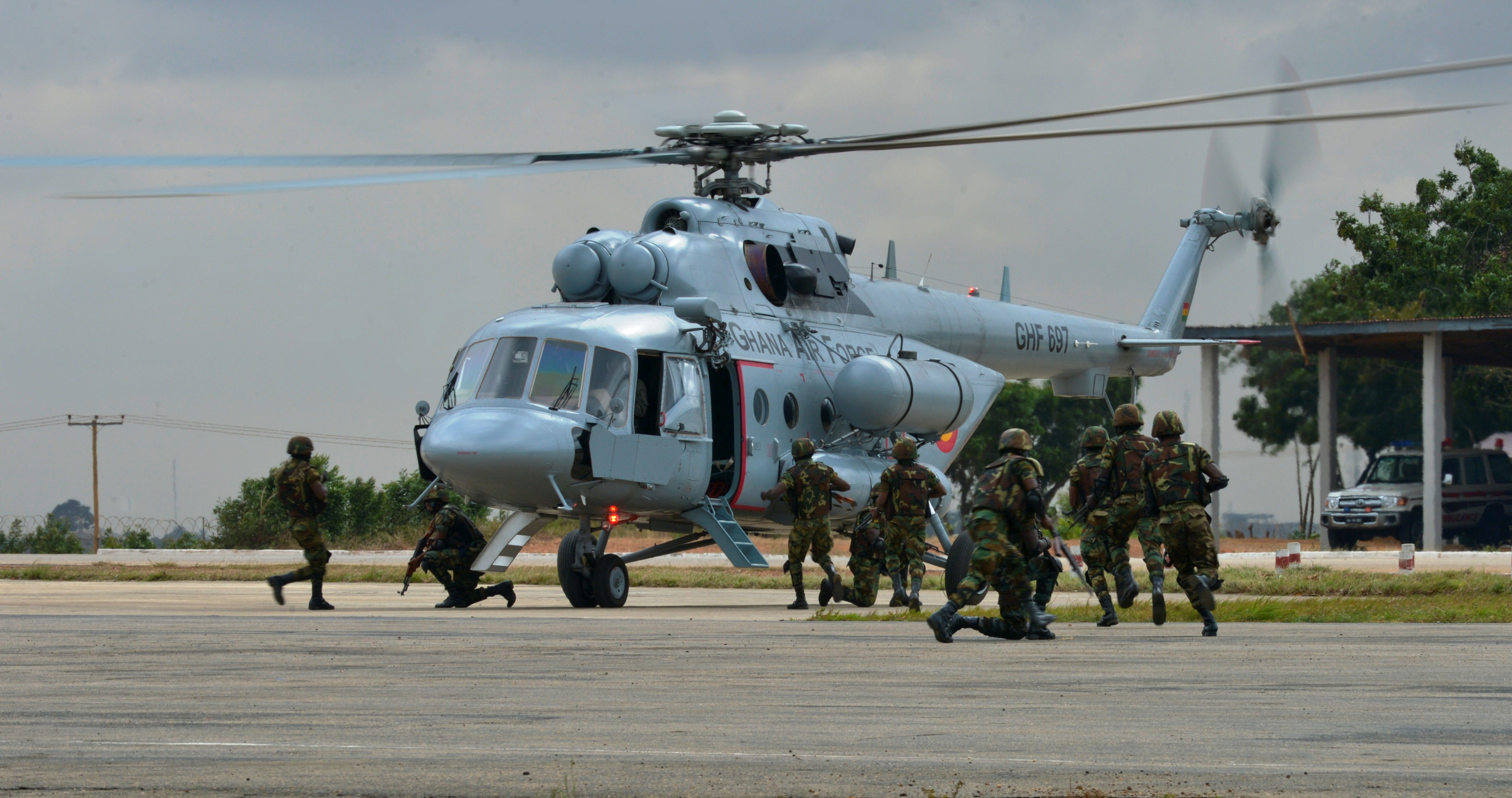
فريق من القوات الخاصة الغانية يستقل طائرة هليكوبتر من طراز ميل مي -17

| الطائرات                         | الأصل                      | نوع                         | البديل        | في الخدمة     | ملاحظات       |
| طائرات قتالية                    | طائرات قتالية              | طائرات قتالية               | طائرات قتالية | طائرات قتالية | طائرات قتالية |
| -------------------------------- | -------------------------- | --------------------------- | ------------- | ------------- | ------------- |
| امبراير إي إم بي 314 سوبر توكانو | البرازيل                   | هجوم خفيف / مكافحة التمرد   |               |               | 5 (تحت الطلب) |
| استطلاع                          |                            |                             |               |               |               |
| دايموند دي إيه 42                | النمسا                     | مراقبة                      |               | 2             |               |
| طائرات نقل                       |                            |                             |               |               |               |
| إيادس كاسا سي-295                | إسبانيا                    | نقل / خدمات                 |               | 3             |               |
| المروحيات                        |                            |                             |               |               |               |
| ميل مي -17                       | روسيا                      | خدمات / النقل               | Mi-17/171     | 6             | 2 عند الطلب   |
| بيل 412                          | الولايات المتحدة الأمريكية | خدمات                       |               | 1             |               |
| هاربين زد-9                      | الصين                      | خدمات                       |               | 4             |               |
| أغستاوستلاند إيه دبليو 109       | إيطاليا                    | خدمات خفيفة                 |               | 2             |               |
| طائرات تدريب                     |                            |                             |               |               |               |
| هونغدو كيه -8                    | الصين                      | طائرة تدريب                 |               | 4             |               |
| دايموند دي إيه 42                | النمسا                     | طائرة تدريب متعددة المحركات |               | 1             |               |

### طائرات متقاعدة

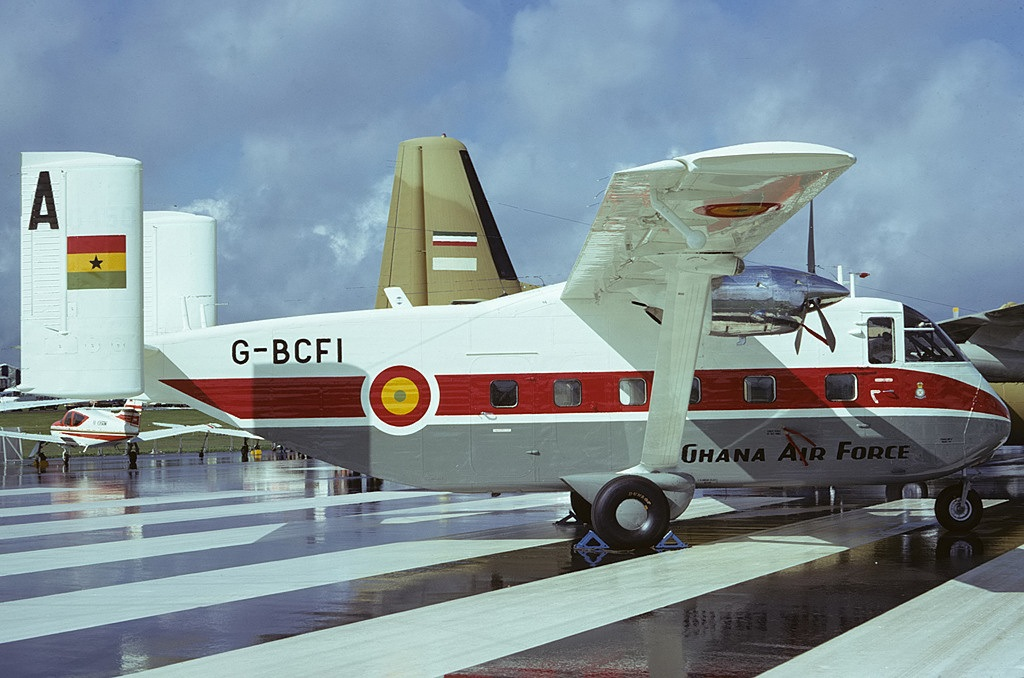
شورت سي إس 7 سكاي فان - طائرة سابقة للقوات الجوية الغانية

| الطائرات                  | الأصل                      | نوع           | في الخدمة     | ملاحظات                                              |               |               |
| طائراتلمقاتلة             | طائراتلمقاتلة              | طائراتلمقاتلة | طائراتلمقاتلة | طائراتلمقاتلة                                        | طائراتلمقاتلة | طائراتلمقاتلة |
| ------------------------- | -------------------------- | ------------- | ------------- | ---------------------------------------------------- | ------------- | ------------- |
| إرماتشي إم بي-339         | إيطاليا                    | هجوم خفيف     | 4             | وضعت في المخازن                                      |               |               |
| المواصلات                 |                            |               |               |                                                      |               |               |
| شورت سي إس 7 سكاي فان     | المملكة المتحدة            | نقل           | 2             | تم إصلاحها في عام 2004، تقاعدت في وقت لاحق من الخدمة |               |               |
| بي إن-2 تي آيسلاندر       | المملكة المتحدة            | نقل           | 4             | متقاعدة من الخدمة                                    |               |               |
| سيسنا 172                 | الولايات المتحدة الأمريكية | نقل/ خدمات    | 3             | متقاعدة من الخدمة                                    |               |               |
| المروحيات                 |                            |               |               |                                                      |               |               |
| بيل 212                   | المملكة المتحدة            | خدمات         | 2             | وضعت في التخزين                                      |               |               |
| إيروسباسيال ألويت الثالثة | فرنسا                      | خدمات خفيفة   | 5             | متقاعد من الخدمة                                     |               |               |
| طائرات تدريب              |                            |               |               |                                                      |               |               |
| آيرو إل-39 ألباتروس       | جمهورية التشيك             | طائرة تدريب   | 2             | متقاعد من الخدمة                                     |               |               |

## رؤساء أركان القوات الجوية
المنصب الرئيسي الأعلى في القوات الجوية الغانية هو رئيس الأركان الجوية.
فيما يلي قائمة برؤساء أركان القوات الجوية الغانية:
| رئيس هيئة الأركان                                 | الفترة                           | ملحوظة              |
| ------------------------------------------------- | -------------------------------- | ------------------- |
| العميد الجوي / ك.جاسوانت سينغ                     | مايو 1959 - أغسطس 1960           | هندي                |
| قائد الجناح / إم جاندري-وايت                      | سبتمبر 1960 - مارس 1961          | بريطاني             |
| العميد الجوي / جون إن إتش ويتوورث                 | مارس 1961 - سبتمبر 1962          | بريطاني             |
| العميد الجوي / جون إبنيزر صموئيل دي جرافت-هايفورد | سبتمبر 1962 - يوليو 1963         | أول رئيس أركان غاني |
| نائب المارشال / مايكل اوتو                        | يوليو 1963 - مارس 1968           |                     |
| العميد الجوي / آشلي لارسن                         | مارس 1968 - يناير 1971           |                     |
| العميد الجوي / تشارلز بوسولي                      | يناير 1971 - ديسمبر 1971         |                     |
| العميد الجوي / آشلي لارسن                         | ديسمبر 1971 - يناير 1972         |                     |
| العميد الجوي / تشارلز بوسولي                      | ديسمبر 1972 - نوفمبر 1976        |                     |
| نائب المارشال / جورج ياو بواكيه                   | نوفمبر 1976 - يونيو 1979         |                     |
| قائد الجناح / صموئيل جيابة                        | يونيو 1979 - يوليو 1979          |                     |
| قائد المجموعة / إف. دبليو. كي كلوتسي              | يوليو 1979 - ديسمبر 1979         |                     |
| العميد الجوي / جون أووداتي بارنور                 | ديسمبر 1979 - مايو 1980          |                     |
| العميد الجوي / ك. ك. بامبوني                      | مايو 1980 - يناير 1982           |                     |
| قائد المجموعة / إي ايه أووفيري                    | يناير 1982 - ديسمبر 1982         |                     |
| نائب المارشال الجوي / جيا كوتي                    | ديسمبر 1982 - يونيو 1988         |                     |
| المارشال / هاري دوماشي                            | يونيو 1988 - يونيو 1992          |                     |
| المارشال / جون اسامواه بروس                       | 5 يونيو 92 - فبراير 2001         |                     |
| نائب المشير الجوي / إدوارد أباو مانتي             | فبراير 2001 - يناير 2005         |                     |
| نائب المارشال الجوي / جوليوس أوتشيير بواتينغ      | 20 مايو 2005 - إلى 28 يناير 2009 |                     |
| نائب المارشال الجوي / م. سامسون أوجي              | 31 مارس 2009 - يناير 2016        |                     |
| نائب المارشال الجوي / ماكسويل مانتيسي تي ناجاي    | يناير 2016 - يناير 2019          |                     |
| نائب المارشال الجوي / فرانك هانسون                | يناير 2019 - الحالي              |                     |